# Droga (album Hemp Gru)
Droga – drugi album warszawskiej grupy hip-hopowej Hemp Gru. Premiera albumu miała miejsce 15 kwietnia 2009. Dwukrotnie uzyskała status złotej płyty. Płyta dotarła do 6. miejsca listy sprzedaży OLiS w Polsce.

## Lista utworów
| Nr | Tytuł                       | Czas | Producent | Gościnnie                                                   |
| -- | --------------------------- | ---- | --------- | ----------------------------------------------------------- |
| 1  | „Intro”                     | 1:12 |           |                                                             |
| 2  | „63 dni chwały”             | 3:47 | Fuso      | Juras, Ras Luta                                             |
| 3  | „Droga”                     | 3:37 | Fuso      |                                                             |
| 4  | „...w hemp armii”           | 4:21 | Fuso      | Żary, Jasiek MBH, Szczurek                                  |
| 5  | „Strzał”                    | 2:45 | Szczurek  |                                                             |
| 6  | „Skit – Funkcja”            | 0:43 |           |                                                             |
| 7  | „Niespełnione obietnice”    | 4:5  | Nolte     |                                                             |
| 8  | „Wyrok ulicy”               | 4:08 | Fuso      | Kafar, Żary, Firma (Tadek, Bosski Roman, Kali, Popek), Rest |
| 9  | „Właśnie tak”               | 4:49 | Szczur    | Bob One, Ras Luta, Bas Tajpan, Miuosh                       |
| 10 | „Im szybciej się jorgniesz” | 4:25 | Fuso      | Żary, Peja                                                  |
| 11 | „Skit – Raport”             | 0:20 |           |                                                             |
| 12 | „H.W.D.P.”                  | 4:21 | Waco      | Żary                                                        |
| 13 | „Gram va banque”            | 3:47 | Szczur    |                                                             |
| 14 | „Skit – Dr. Joint”          | 0:56 |           |                                                             |
| 15 | „Dr. Joint”                 | 4:32 | Szczur    | Żary, Ola Monola                                            |
| 16 | „Zachowaj twarz”            | 4:24 | Szczur    | Lukasyno                                                    |
| 17 | „Któregoś dnia”             | 3:29 | Szczur    | Kala NON                                                    |
| 18 | „Outro”                     | 1:43 |           |                                                             |